# Добровольский, Северин Цезаревич
Северин Цезаревич Добровольский (Доливо-Добровольский; 10 сентября 1881 — 26 января 1946) — генерал-майор (1920), деятель белого движения и эмиграции.

## Семья и образование
Из потомственных дворян Санкт-Петербургской губернии. Окончил Псковский кадетский корпус (1899), Константиновское артиллерийское училище (1902) и Александровскую военно-юридическую академию.

## Военная служба
Военный юрист. Во время Первой мировой войны — военный прокурор 11-й армии, закончил службу в чине полковника. В 1918 году эмигрировал в Финляндию, откуда в 1919 году переехал в Архангельск, где присоединился к белым войскам. Был назначен военным прокурором и начальником военно-судного отделения управления главнокомандующего войсками Северной области генерала Е. К. Миллера. В июне 1919 года был обвинителем на процессе в военно-окружном суде Северной области над социалистами — деятелями профсоюзного движения, обвинявшимися в разжигании классовой борьбы в условиях военного времени и сочувствии большевизму. Четверо основных обвиняемых были приговорены к 15 годам каторжных работ. Процесс проходил гласно, в присутствии прессы.
В январе 1920 года был произведён в генерал-майоры. В том же году эмигрировал вместе с белыми войсками.

## Эмигрант
Вновь поселился в Финляндии, где в мае 1921 года вошёл в инициативную группу Союза трудовой интеллигенции Выборгской губернии, ставившую цель «объединить беженцев для трудовой взаимопомощи, дабы общими усилиями дать возможность каждому найти работу». Был секретарем существовавшего в 1923 году Комитета русских организаций в Финляндии по оказанию помощи голодающим в России. В 1933-1935 годах издавал в Выборге антисоветский и крайне правый журнал «Клич». Журнал, финансировавшийся бизнесменом Константином Аладьиным, пропагандировал идею объединения белогвардейцев вокруг фашизма .
Активно участвовал в деятельности Русского обще-воинского союза (РОВС), был его представителем в Финляндии. Под общим руководством главы РОВС генерала Е. К. Миллера принимал участие в организации переброски через советскую границу агентов РОВС с целью создания внутри СССР тайных опорных пунктов и ячеек. Сотрудничал со 2-м отделом Генерального штаба Финляндии, используя его ресурсы для реализации этих планов РОВС, которые, однако, были сорваны в результате деятельности информатора ОГПУ генерала Н. В. Скоблина. В результате попытка направить в СССР двух работников Союза в июне 1934 года закончилась провалом, и спецслужбы Финляндии прекратили сотрудничество с РОВС.
Являлся членом правления выборгского Культурно-просветительного общества, выступал с лекциями как в Выборге, так и в Хельсинки. Его доклады были посвящены как общественно-политической, так и культурной тематике: «Мартовская революция в армии» (1922), «Русская революция в свете событий Великой Французской революции» (1933), «Международное положение и эмиграция», «Возможные пути России в свете её прошлого и настоящего» (1938), «Леонид Андреев как беллетрист, драматург и гражданин» (1925), «О творчестве Н. С. Лескова» (1935), «О театре» (1936), «Достоевский в свете современности» (1936).
Во время Зимней войны Добровольский жил в Хельсинки и Хамине и работал в отделе пропаганды финского штаба, ведя антисоветскую пропаганду в прессе на русском языке.
Несмотря на многолетнее проживание в Финляндии, не принимал гражданства этой страны, как и многие другие эмигранты, жил с «нансеновским паспортом». Продолжал проживать в Финляндии и после её выхода из Второй мировой войны в 1944.

## Выдача в СССР и смерть
В ночь с 20 на 21 апреля 1945 года генерал Добровольский был арестован по приказу министра внутренних дел Финляндии коммуниста Юрьё Лейно, принявшего это решение по требованию союзной контрольной комиссии в Финляндии. Всего были арестованы 20 человек (10 граждан Финляндии, 9 лиц с «нансеновскими паспортами» и один бывший советский военнопленный), по мнению советской стороны «виновных в совершении военных преступлений, проводивших по заданию немцев шпионскую и террористическую деятельность против Советского Союза». Все 20 арестованных были немедленно выданы в СССР и заключены в тюрьму на Лубянке.
Принимая решение об аресте и выдаче, Лейно действовал в обход президента страны К. Г. Маннергейма и премьер-министра Ю. К. Паасикиви. После того, как высшие государственные чиновники Финляндии были поставлены в известность о случившемся, подобных выдач больше не было. В финляндской литературе выданные СССР люди именуются «узниками Лейно».
В СССР генерал Добровольский был 25 ноября 1945 года осуждён военным трибуналом Московского военного округа по статье 58-4 Уголовного кодекса и приговорён к расстрелу. По воспоминаниям соузников, отказался подавать прошение о помиловании. Был расстрелян 26 января 1946 года.

## Мемуары
- «Борьба за возрождение России в Северной Области», опубликованы в третьем томе «Архив русской революции» (Берлин, 1921; Издание третье - 1922 г. ; репринтное переиздание — М., 1991; переиздание: Белый Север 1918—1920 гг. Выпуск 2. Архангельск, 1993).

## Семья
- Жена — Ксения Павловна Ульянова (1886 — ?), родилась в Выборге. Дочь полковника.

Дети:
- Георгий Северинович (род. 1907). Учился в Морском кадетском корпусе Севастополя (первый набор корпуса в 1916 году). В связи с закрытием Корпуса в Севастополе 22 июля 1917 года Временным правительством был переведен в Морское училище Петрограда. После закрытия Морского училища в Петрограде в марте 1918 года эвакуировался с родителями в Финляндию.
- Северин Северинович  (род. 1908).  Кадет Морского училища с 1917 года до его ликвидации новой властью. В эмиграции в Финляндии. Принимал активное участие в деятельности эмигрантской молодёжной организации «Звено», близкой к Русскому общевоинскому союзу, служил переводчиком в Финской Армии. В 1945 году некоторые руководители «Звена» оказались в числе «узников Лейно», но по одним данным, Северин Добровольский-младший избежал этой участи[2].  По другой информации, был в 1945 году выдан советским властям, осужден и провел 10 лет в ГУЛАГе[3]. Был женат на Ирине Нестеровой.
- Дочь – Клара Севериновна
  - Внуки: Лидия, Георг Доливо (1945—2023), финский певец.
    - Правнуки: Томми, Марко и Александр